# ژوزف موروان
ژوزف موروان (فرانسوی: Joseph Morvan‎; ۳ دسامبر ۱۹۲۴ – ۲۶ ژوئیهٔ ۱۹۹۹) دوچرخه‌سوار اهل فرانسه بود.
از باشگاه‌هایی که در آن رکاب زده‌است می‌توان به تیم دوچرخه‌سواری سن-رافائل اشاره کرد.